# Ball and chain
Ball and Chain (engelska "kula och kedja") är en låt som Janis Joplin och Big Brother and the Holding Company gjort den mest kända inspelningen av. Originallåten är dock skriven & inspelad av Big Mama Thornton.
Liveversionen av Joplins version av låten, som är över åtta minuter lång, är inspelad på Winterland år 1968. Den innehåller mycket improvisation från Janis Joplins sida.